# Chthonos peruana
Chthonos peruana är en spindelart som först beskrevs av Eugen von Keyserling 1886.  Chthonos peruana ingår i släktet Chthonos och familjen strålspindlar.
Artens utbredningsområde är Peru. Inga underarter finns listade i Catalogue of Life.